# Iceberg A-68

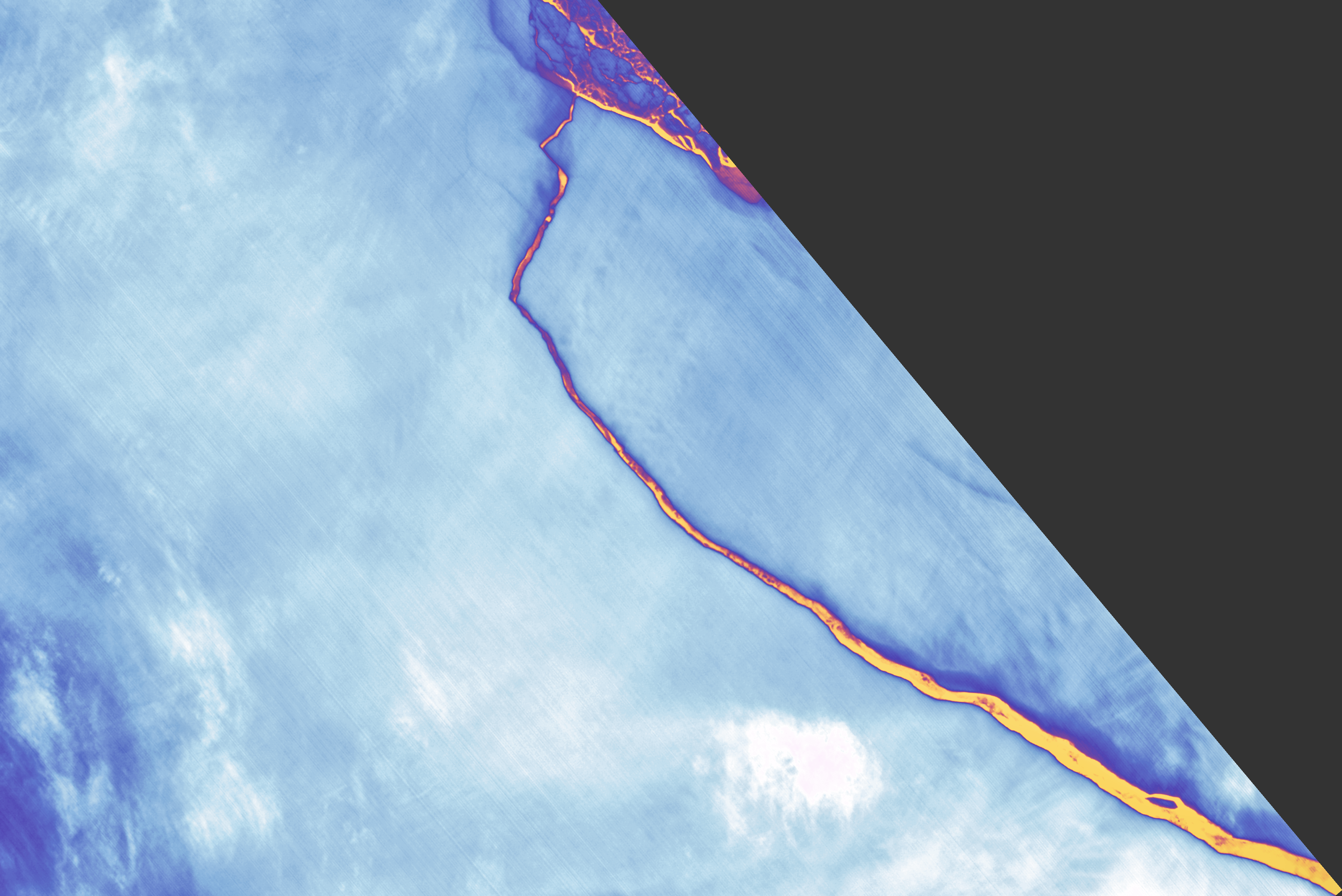
L'iceberg A-68 fotografato il 12 luglio 2017.

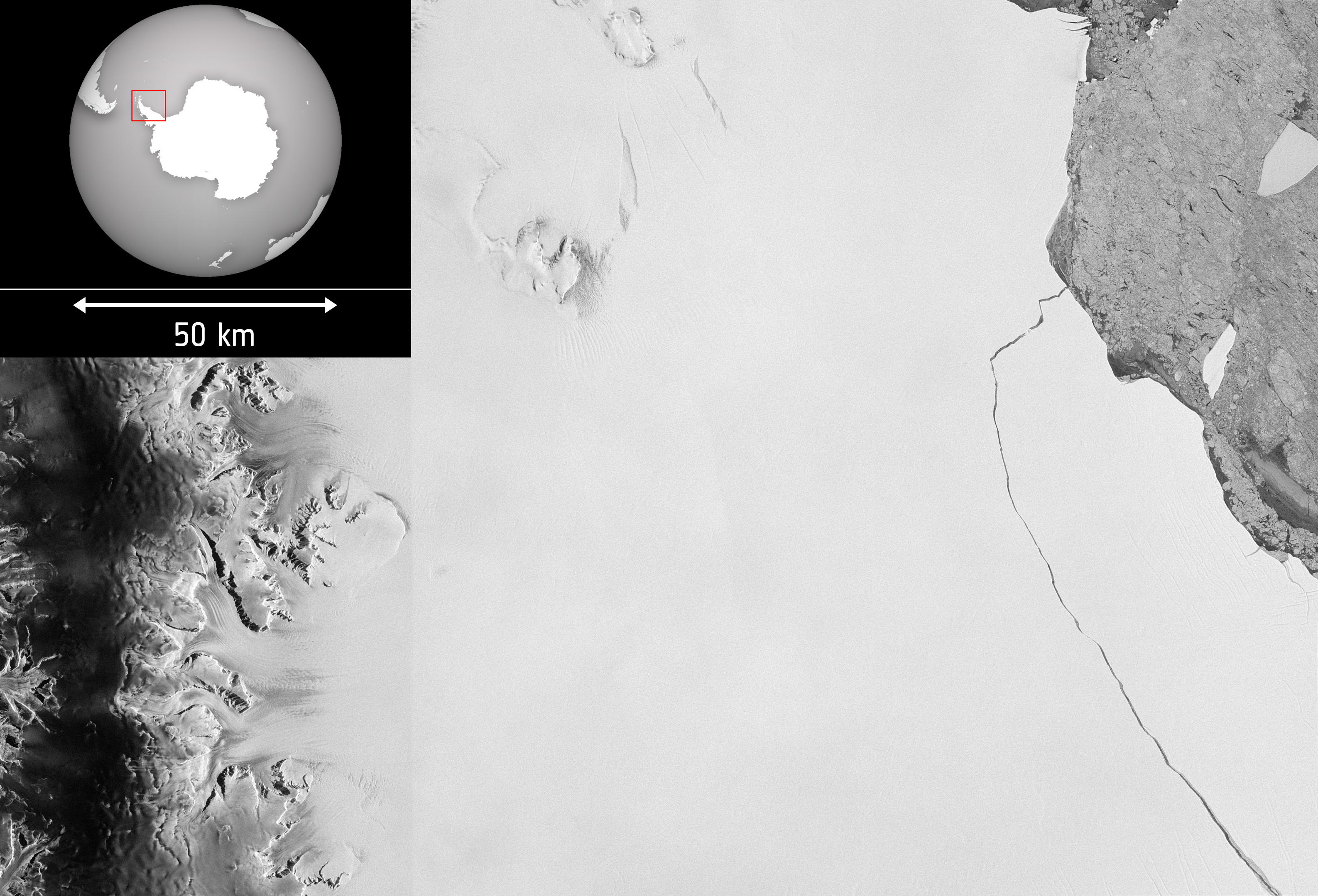
In quest'immagine radar scattata il 12 luglio 2017 dal satellite Sentinel-1B dell'ESA è possibile vedere, sulla destra, la completa rottura della piattaforma Larsen C.

L'iceberg A-68 è stato un iceberg staccatosi dalla piattaforma di ghiaccio Larsen C, sulla costa orientale della Penisola Antartica, nel luglio 2017. Al momento della sua formazione, l'iceberg pesava più di un trilione di tonnellate ed aveva uno spessore di oltre 200 m, con una superficie di oltre 5800 km², inoltre, l'A-68 è uno dei più grandi iceberg mai osservati, secondo solo, per ora, all'iceberg B-15, staccatosi nel marzo 2000 dalla barriera di Ross, il quale aveva una superficie di circa 11000 km².

## Storia

I movimenti di A-68A dal 1º maggio 2018 al 26 agosto 2018

L'A-68 era originariamente parte della piattaforma Larsen C, (una delle quattro sezioni in cui viene convenzionalmente considerata divisa la piattaforma glaciale Larsen) ma, a causa del riscaldamento dell'acqua dell'oceano così come dell'aria circostante la piattaforma, se ne è distaccato. Alcuni ricercatori della NASA pensano che la frattura che ha portato alla formazione dell'iceberg abbia iniziato ad aprirsi attorno a primi giorni di novembre 2016.
L'evoluzione della frattura è continuata fino al 12 luglio 2017, quando, come detto, c'è stato il completo distacco della massa di ghiaccio dalla piattaforma. Immagini scattate il 17 luglio dal satellite dell'ESA Deimos-1 hanno poi mostrato che l'iceberg aveva iniziato a muoversi verso nord e si trovava, al 18 luglio, a circa 3 km di distanza dal nuovo fronte della piattaforma, sempre le suddette immagini mostravano che l'iceberg si stava frammentando nella sua estremità nord-orientale generando diversi iceberg più piccoli.
Il timore sollevato dalla formazione dell'iceberg nella comunità scientifica era anche dato dal fatto che, una volta staccatosi l'iceberg, fosse venuto meno il suo effetto "tappo" che ostacolava il progredire dei ghiacci della piattaforma Larsen in mare. Ciò avrebbe infatti portato a un'accelerazione dello scioglimento dei ghiacci di quest'ultima e quindi dell'innalzamento del livello del mare.
Nel corso del 2017 e del 2018 l'iceberg ha continuato a muoversi verso nord e verso la fine del 2018 e l'inizio del 2019, un pezzo di circa 112 km² si è staccato dal corpo principale ed è stato battezzato A-68B, mentre la parte restante del corpo originale è stato chiamato A-68A. Un altro pezzo, grande circa 175 km² e battezzato A-68C, si è poi staccato il 23 aprile 2020 quando ormai l'A-68A stava viaggiando in mare aperto da almeno due mesi e mezzo.
Il 4 novembre 2020, con l'annuncio che l'iceberg era ormai nei pressi delle isole della Georgia del Sud, la comunità scientifica temette che l'iceberg avrebbe potuto arenarsi incagliandosi nei fondali attorno alle isole, rimanendo lì per anni e causando una seria minaccia per i pinguini e le foche delle isole, nonché per la locale industria ittica. Il 17 dicembre A-68A era arrivato a soli 60 km dalla costa delle isole, quando fu annunciato che un nuovo pezzo, battezzato A-68D, si era staccato probabilmente in conseguenza a un urto con il fondale marino, e che la minaccia di un incagliamento era comunque diminuita. Con il passare dei giorni e dei mesi, l'iceberg si è sempre più frammentato e allontanato dalla Georgia del Sud, continuando a muoversi verso nord, tanto che il 30 gennaio 2021 si era arrivati al frammento A-68M.
Il 16 aprile 2021, il più vasto dei frammenti misurava ormai meno di 5 km di lunghezza e lo US National Ice Center ha smesso di monitorare continuamente l'iceberg.